# Allison Transmission
Allison Transmission Holdings, Inc. w Indianapolis, amerykański producent skrzyń biegów i napędów hybrydowych do pojazdów użytkowych. Firma jest jednym z wiodących światowych producentów w pełni automatycznych skrzyń biegów a także największym, zaawansowanych technologicznie autobusowych przekładni hybrydowych. Ma za sobą ponad 100 lat doświadczeń w zastosowaniu tych urządzeń w pojazdach drogowych i terenowych, w sektorach przemysłu: motoryzacyjnego, budowlanego, rolniczego, wydobywczego, a zwłaszcza zbrojeniowego. Firma Allison jest największym na świecie dostawcą automatycznych skrzyń hybrydowych do ciężkich pojazdów.
Firma posiada zakłady produkcyjne na Węgrzech i w Indiach, oraz około 1400 autoryzowanych dystrybutorów i dealerów Allison na całym świecie.
Przedstawicielem koncernu w Polsce jest firma "TEZANA", która oferuje pełną gamę automatycznych przekładni Allison, a także oryginalne części zamienne, oraz serwis wyrobów zarówno gwarancyjny jak i pogwarancyjny.

## Historia

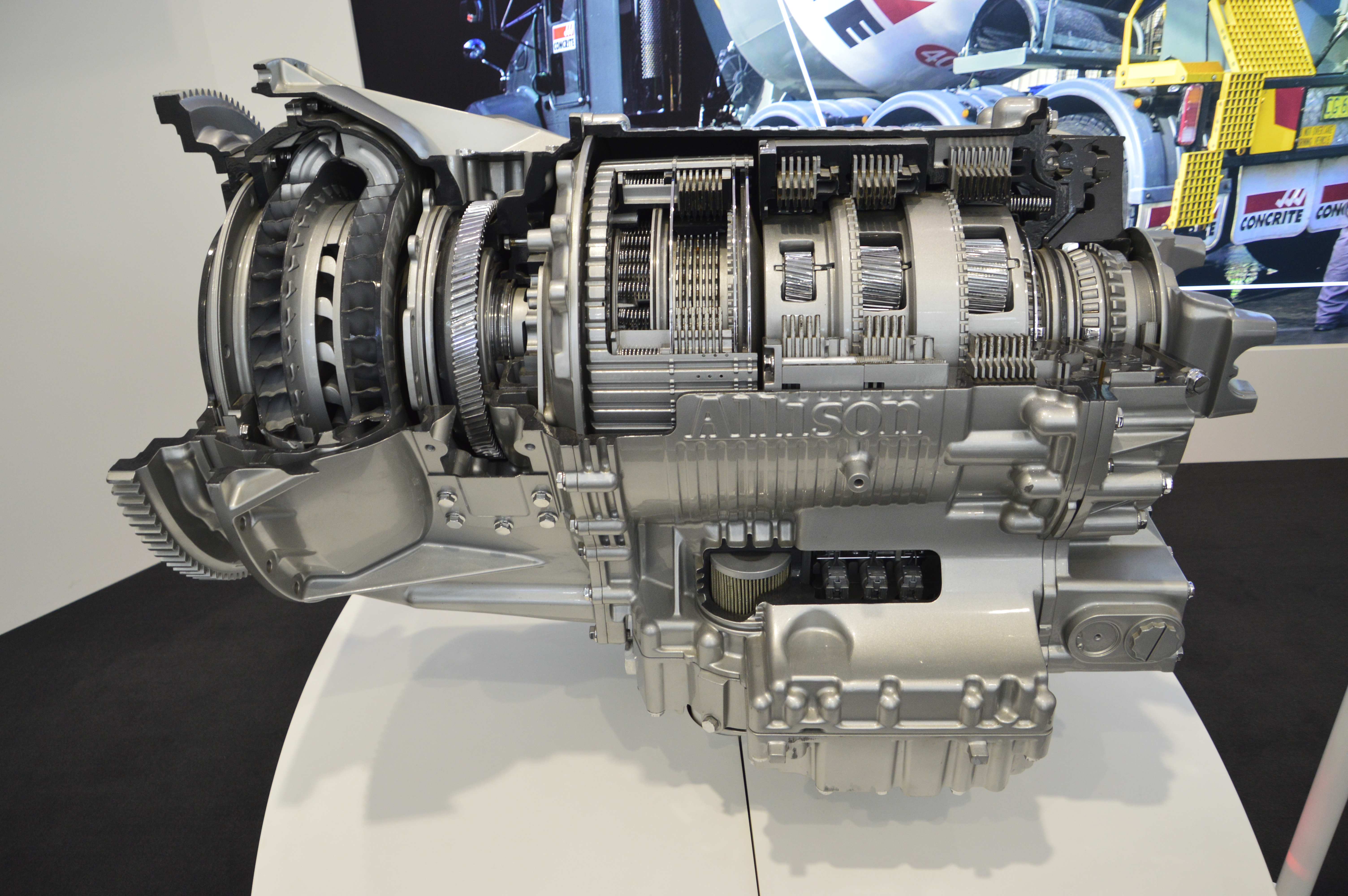
Allison 4000, 6-biegowa skrzynia automatyczna.

14 września 1915 roku James A. Allison założył Indianapolis Speedway Team Corporation. W rezultacie powstała firma Allison Engine Company, która została kupiona przez General Motors w 1929 roku. General Motors założył Allison Transmission w 1946 roku. Kamieniem milowym w rozwoju firmy, były pierwsze skrzynie biegów Powershift, w pełni automatyczne, dla ciężarówek i dwuturbinowe automatyczne skrzynie biegów dla pojazdów transportowych.
W 1970 roku Allison Transmission produkowała również komponenty do sekcji napędu elektrycznego lokomotyw EMD. W międzyczasie, do 1987 roku, firma nazywała się "Detroit Diesel Allison". W latach 1980–1987 Allison dostarczył skrzynie biegów do czołgów M1 Abrams. Umożliwia ona przyspieszenie 65 ton masy czołgu do 32 km/h w siedem sekund i zmniejszenie prędkości z 64 km/h, do 0 km/h w cztery sekundy za pomocą zintegrowanego układu hamulcowego.

W lutym 2003 roku Allison Transmission połączyła się z GM Powertrain. W czerwcu 2007 roku General Motors sprzedał firmę inwestorom finansowym Carlyle Group i Onex Corporation. 

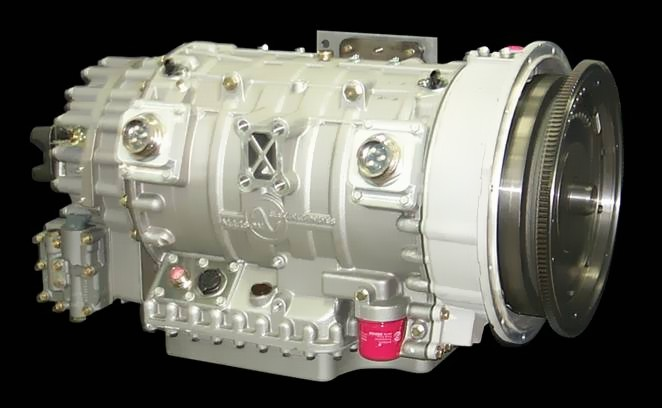
Allison EP50, skrzynia hybrydowa.

## Zastosowanie przekładni
Pojazdy ciężarowe, przemysł obronny, przemysł wydobywczy, przemysł naftowo – gazowy, autokary i autobusy oraz pojazdy dostawcze.
W automatyczne skrzynie biegów firmy Allison, wyposażane są m.in. polskie pojazdy wojskowe: AHS Krab i transporter opancerzony Waran.
Oprócz automatycznych skrzyń biegów ze zintegrowanymi układami hamulcowymi, firma Allison  produkuje również napędy hybrydowe, takie jak te montowane w autobusach hybrydowych Solaris Urbino 18 hybrid polskiego producenta Solaris Bus & Coach. Skrzynia biegów EP – 50, która została wprowadzona w 2003 roku, umożliwia autobusom jazdę zarówno czysto elektryczną, jak i z silnikiem spalinowym. W 2016 roku hybrydowy układ napędowy był już stosowany w ponad 7800 autobusach w ponad 230 miastach na całym świecie.